# Гекатомн
Гекатомн (*Ἑκατόμνος, д/н —377 до н. е.) — сатрап і фактичний правитель області Карія.

## Життєпис
Син Гіссалдома, династа міста Міласа. Ймовірно розпочав просування кар'єрними щаблями при сатрапі Тіссаферні. У 395 році до н. е. призначається сатрапом Карії. Користуючись боротьбою перського царя з різними сатрапами Малої Азії, повстаннями ан Кіпрі та в Єгипті, Гетоман поступово став фактично незалежним володарем Карії. При цьому відкрито не виступав проти царської влади.
У 390 році до н. е. отримав наказав готувати морські війська проти Евагора I, царя Саламіну на о. Кіпр. Втім Гекатомн фактично саботовував боротьбу з останнім. за відомостями давньогрецьких істориків навіть надавав саламінському царю кошти для найму грецьких гоплітів. Водночас налагоджував дружні стосунки з грецькими політіями. За деякими відомостями відправив сина Піксодара в Афіни на навчання. Також заснував родинне поховання в Лабрандах.
Помер у 377 році до н. е. Владу успадкував старший син Мавсол.

## Родина
- Мавсол
- Артемісія III
- Піксодар
- Ідріей
- Ада